# Galatz
Galil sniper (Galatz) — ізраїльська снайперська гвинтівка, розроблена компанією IMI на основі конструкції автомата Галіль. В Україні гвинтівка ліцензійно виробляється під назвою «Форт-301».

## Опис
Galatz є самозарядною гвинтівкою, що використовує газовідвідну автоматику. Гвинтівка виконана під набій 7,62 × 51 мм НАТО. З точки зору тактики, Galatz є марксманською, і ближче до таких зразків зброї підтримки, як радянська СВД або німецька G3-SG1, на відміну від «чисто снайперських» зразків, типу американських M24, M40 чи німецьких Mauser 66 і 86.
Основні переробки у порівнянні з Галілом включають в себе:
- Спусковий механізм з попередженням і неможливістю вести вогонь чергами;
- Важкий ствол, виготовлений за високоточним процесом з жорсткими допусками. Ствол оснащений циліндричним полум'ягасником, можлива також установка глушника.

Приклад дерев'яний, може складатися і регулюється по довжині за допомогою накладок. Упор під щоку регулюється по висоті. Оптичний приціл фіксованого збільшення 6Х встановлений на швидкоз'ємне кріплення, що фіксується на лівій стороні ствольної коробки (по типу СВД), при цьому приціл зміщений вліво від поздовжньої осі зброї, відкриті прицільні пристосування збережені.

## На озброєнні

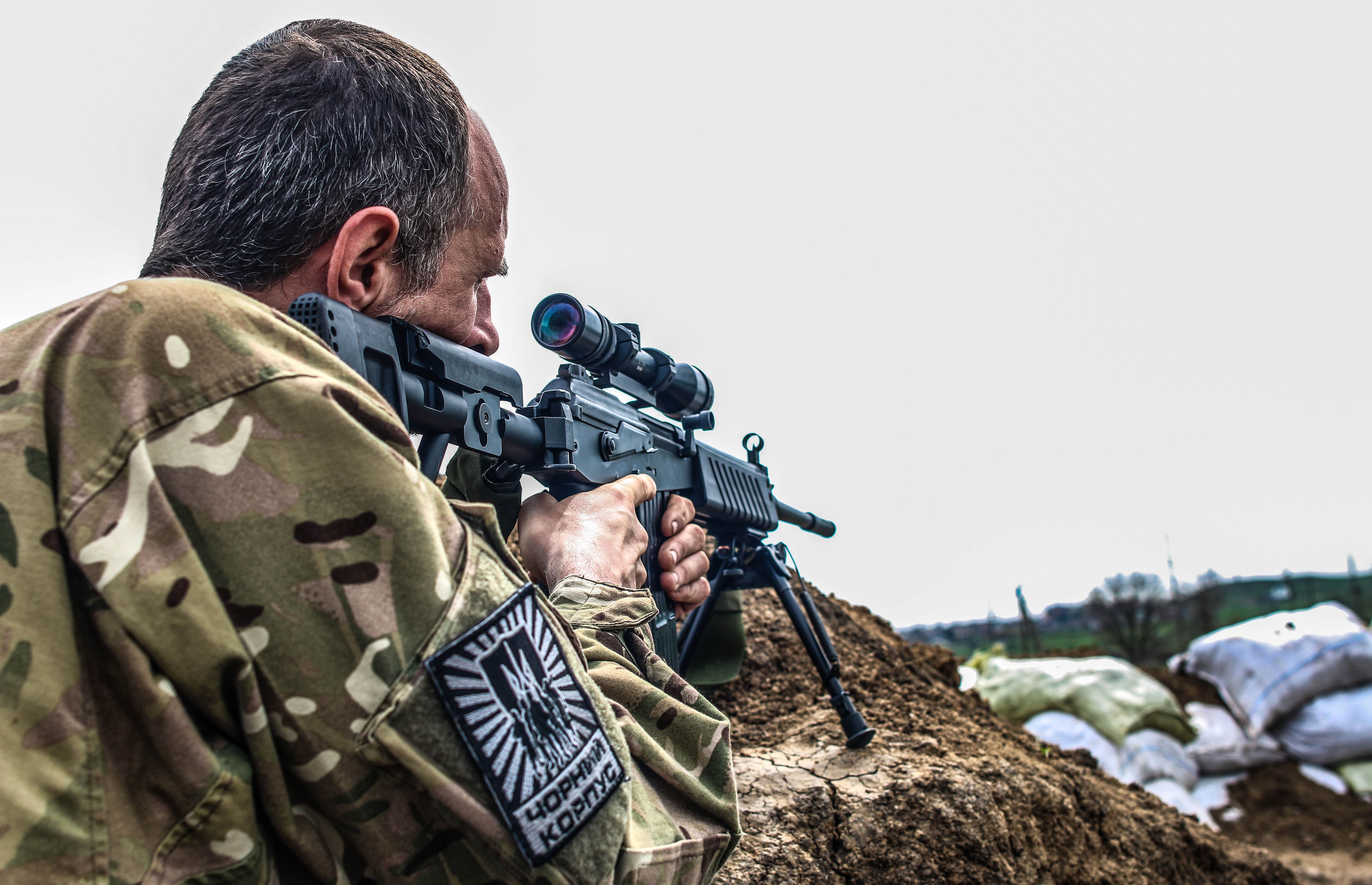
Боєць «Азову» з гвинтівкою Galatz, 2015.

- Ізраїль — виробляється фірмою IMI, прийнята на озброєння ЦАХАЛ і поліції Ізраїлю
- Україна — під найменуванням «Форт-301» виробляється НВО «Форт»[1]. 23 грудня 2009 року Кабінет міністрів України прийняв постанову про прийняття на озброєння Служби безпеки України, Управління державної охорони, державної прикордонної служби та Служби зовнішньої розвідки України гвинтівки «Форт-301»
- Монголія — використовується бійцями сил спеціальних операцій[2]